# Bitácora

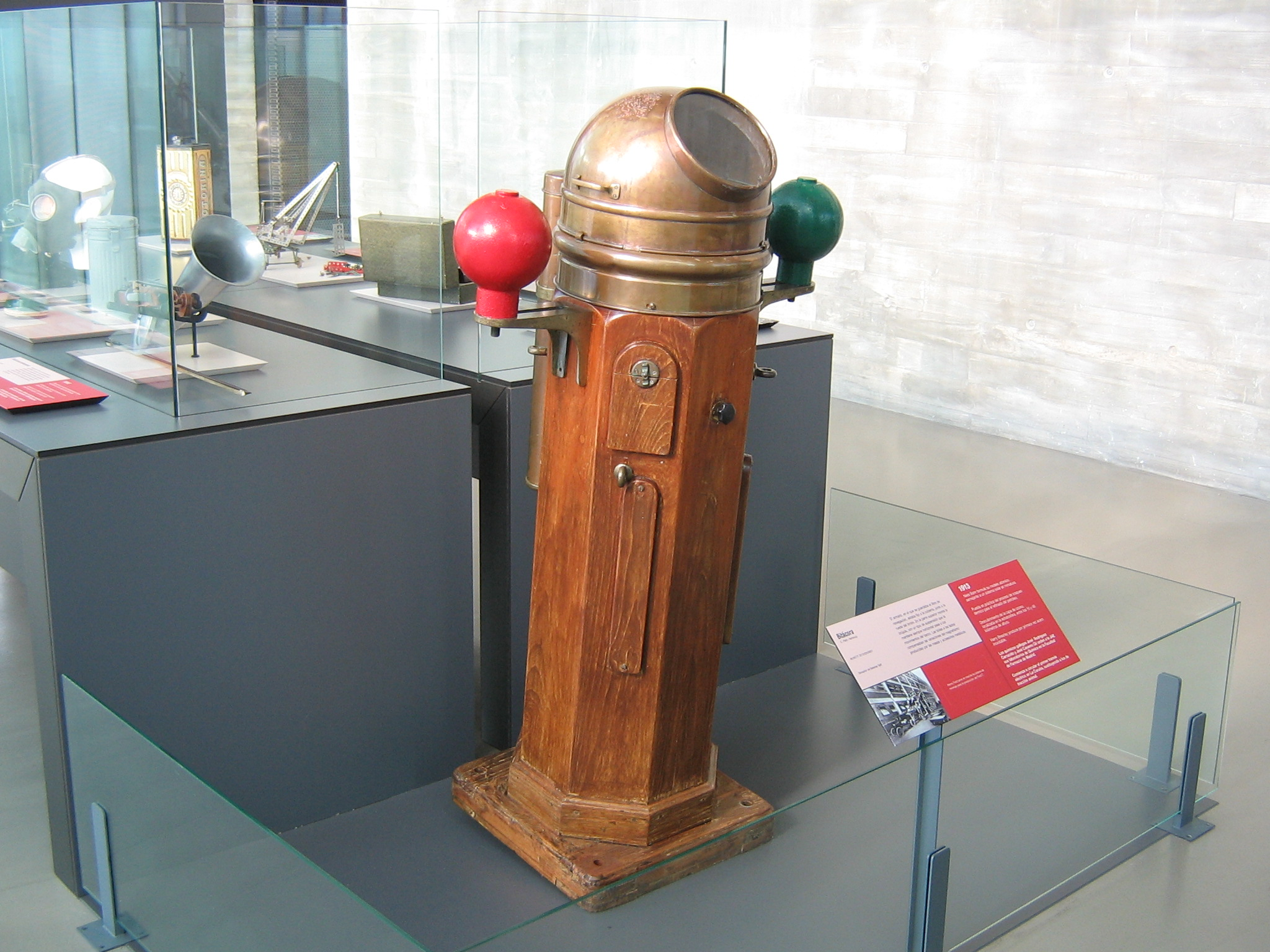
Una bitácora expuesta en el MUNCYT de La Coruña.

La bitácora es un mueble que se fijaba a la cubierta de las embarcaciones, cerca del timón, para alojar la brújula o compás magnético. Se sujetaba mediante suspensión cardán para contrarrestar el sincronismo transversal y longitudinal del buque. En su exterior llevaba la denominada línea de fe, alineada con el centro del buque o línea de crujía. 
Varios mecanismos se usan para compensar los errores de la aguja náutica. En su interior se colocan unos imanes y las llamadas barras Flinders para contrarrestar la desviación del campo magnético terrestre. En los costados del cubichete (la cubierta esférica que aloja la brújula) hay dos esferas de hierro dulce, las esferas de Thomson, para anular el desvío producido por el hierro del propio buque y hacer uniforme el campo magnético que rodea a la aguja náutica con objeto de que, en todo momento, señale el norte magnético.
Antiguamente, cuando los buques carecían de puente de mando cubierto, solía guardarse en el interior de la bitácora el llamado, «cuaderno de bitácora» para preservarlo de las inclemencias del tiempo. Aunque el nombre se ha popularizado en los últimos años a raíz de su utilización en diferentes ámbitos, el cuaderno de trabajo o de bitácora ha sido utilizado siempre. Hoy en día se denomina «diario de navegación» y en él se anotan todos los hechos ocurridos durante la guardia de navegación.